# Białystoczek
Białystoczek – wieś w Polsce, położona w województwie podlaskim, w powiecie sokólskim, w gminie Korycin.
| SIMC    | Nazwa    | Rodzaj  |
| ------- | -------- | ------- |
| 0032193 | Wysiółki | kolonia |

W latach 1975–1998 wieś administracyjnie należała do województwa białostockiego.
Wieś leśnictwa sokólskiego w ekonomii grodzieńskiej w drugiej połowie XVII wieku. Wieś królewska ekonomii grodzieńskiej położona była w końcu XVIII wieku  w powiecie grodzieńskim województwa trockiego. 
Wierni kościoła rzymskokatolickiego należą do parafii Znalezienia i Podwyższenia Krzyża Świętego w Korycinie.